# Daniela Gyorfi
Daniela Györfi (n. 12 octombrie 1968, București) este o cântăreață română de origine maghiară.

## Biografie

### Primii ani
S-a născut pe 12 octombrie 1968 la București, a urmat cursurile liceului George Enescu și apoi Școala Populară de Artă.

### Carieră
În 1991 a avut loc prima sa apariție din cariera muzicală. A participat la festivalul de la Mamaia unde a obținut premiul II la secțiunea “Interpretare”. Artista are în spate o carieră de peste 20 ani, timp în care a avut concerte atât în țară cât și în străinătate. A lansat de-a lungul carierei câteva albume și a avut multe melodii care au ajuns hit-uri .
Daniela a cochetat și cu televiziunea, prezentând la OTV emisiunea “Manele de Top”. A mai fost curtată și de postul Acasă TV, care a vrut să o distribuie într-unul din telefilmele difuzate în emisiunea Mihaelei Tatu.